# International Harvester
International Harvester Company (IHC, später IH) war ein US-amerikanischer Hersteller von Landmaschinen, Automobilen und Lastkraftwagen mit Sitz in Chicago.

## Firmengeschichte
Die International Harvester Company entstand am 12. August 1902 durch den Zusammenschluss von McCormick Harvesting Machine Company, Deering Harvester Company, Plano Harvester Co., Milwaukee Harvester Co. und Warder, Bushnell & Glessner Co.
Zwischen 1907 und 1911, in den 1930er Jahren sowie zwischen 1956 und 1980 wurden Personenkraftwagen gebaut. Der Markenname lautete von 1907 bis 1909 International, von 1910 bis 1911 IHC und später wieder International.
1908 wurde mit der International Harvester Company m. b. H. in Neuss die deutsche Tochtergesellschaft gegründet, die anfangs noch aus den USA importierte Produkte der Muttergesellschaft in Deutschland verkaufte. Ein Jahr später wurde dort ein Werk errichtet. 1911 begann in diesem die Fertigung von landwirtschaftlichen Maschinen, 1937 kam die Fertigung von Traktoren hinzu. 1997 wurde das Werk in Neuss geschlossen.
1916 begann die Herstellung von Schulbussen.
Wegen der Dominanz der Marke Fordson (später Ford) stellte International Harvester 1924 unter dem Markennamen Farmall eine neue Serie von Traktoren vor.
1927 wurde die deutsche Hauptverwaltung nach Berlin verlegt und nach Kriegsende 1946 wieder von Berlin nach Neuss. 1952 wurde die Frank G. Hough Company gekauft, die insbesondere für ihre Radlader bekannt war. Der Markenname Hough blieb auch nach der Übernahme noch erhalten. 1953 begann International Harvester in Neuss mit der Fertigung der Modelle DED3, DGD4 und DLD2, die in Deutschland entwickelt worden waren.
1939 startete International Harvester mit der Produktion von Landmaschinen in Doncaster. Ab 1949 wurden dort auch Traktoren hergestellt. Anfangs wurden sie aus Fertigungsteilen aus den USA montiert, später die Teile auf erweitertem Firmengelände in Doncaster produziert. 1953 begann in Doncaster die Herstellung von Planierraupen.
1955 wurde die Kältegerätesparte (Kühlgeräte und Klimaanlagen) an die Whirlpool Corporation verkauft.
1956 stellte IH das neue Agriomatic-Getriebe vor, bei dem keine Kupplung betätigt werden muss. 1958 wurde die Waggonfabrik Fuchs in Heidelberg übernommen und 1960 die Solar Aircraft Company. 1962 stellte IH mit der TD-30 die damals größte Planierraupe vor. Im selben Jahr begann in Neuss die Fertigung von Lkw für den deutschen Markt.
IHC stellte auch wenige Geländewagen her, darunter den zweitürigen Scout (1961–1980) und den viertürigen Travelall (1953–1975). Beide Fahrzeuge konkurrierten auf dem heimischen Markt mit den Produkten von Jeep, aber auch mit Chevrolet Blazer, Ford Bronco und Dodge Ramcharger. Der International Scout wurde zwischen 1976 und 1982 vom Schweizer Automobilhersteller Monteverdi mit einer eleganten italienischen Karosserie versehen und als Monteverdi Safari mehr als 1000-mal verkauft. Weitere Abwandlungen des Scout waren der Monteverdi Sahara und der Felber Oasis.
Konstruktiv fortschrittlich war die 1963 herausgebrachte Frontlenker-Typenreihe Loadstar CO 1600/1700/1800 mit einer Nutzlast von etwa 6 Tonnen. Mit dem Loadstar wurde die keilbetätigte Druckluftbremse bekannt. Eine ungewöhnlich breite Spur vorn gestattete einen Radeinschlag von 50° und einen Wendekreisdurchmesser von nur 12,7 m. Seinerzeit war der Loadstar CO 1700 einer der verbreitetsten Lkw über 3 Tonnen in den USA. Als Cargostar wurde dieses Fahrzeug mit geringfügigen Änderungen noch bis 1986 produziert. 
1974 kaufte IH den britischen Lkw-Hersteller Seddon Atkinson auf.
1977 stellte International Harvester den ersten Mähdrescher mit axial eingebautem Rotor anstelle eines Schüttlers vor.
1981 verkaufte IH den Geschäftsbereich Solar Turbines an Caterpillar.
Der Bereich Baumaschinen wurde im November 1982 an Dresser Industries verkauft.
1985 wurde die Landmaschinenproduktion an Tenneco verkauft, die International Harvester mit ihrer Tochter Case zu Case iH vereinten. Der Nutzfahrzeugbereich von International Harvester wird seit 1986 als Navistar International weitergeführt. Die Marke International Harvester gehört aktuell zum Konzern CNH Industrial, wird aber nur noch abgekürzt in Case iH benutzt.
Es gab keine Verbindungen zu den anderen US-amerikanischen Automobilherstellern der Marke International: International Motor Carriage Company, International Motor Car Company und International Automobile Company.

## Galerie

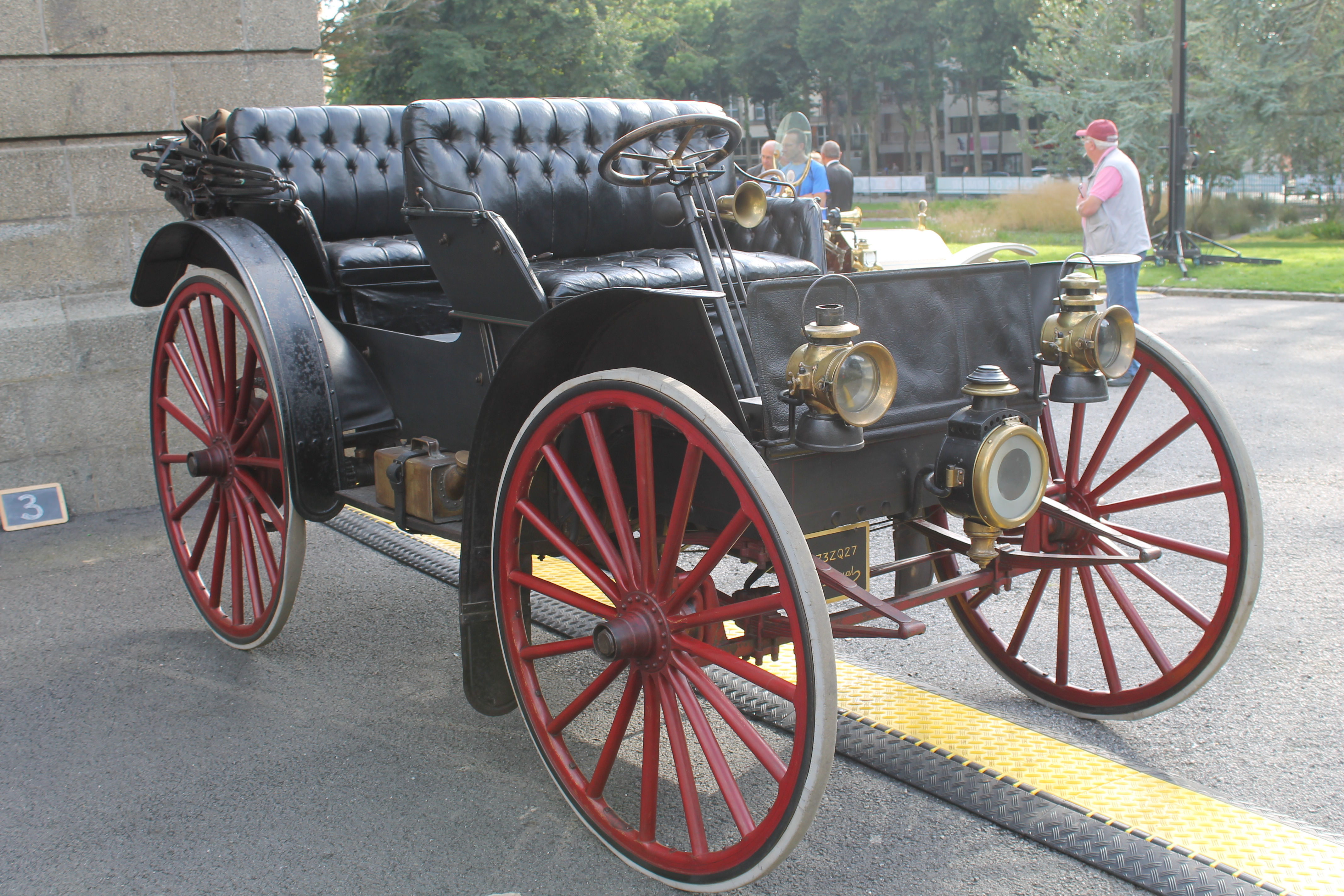
International Harvester „Auto Buggy“ Highwheeler von 1906
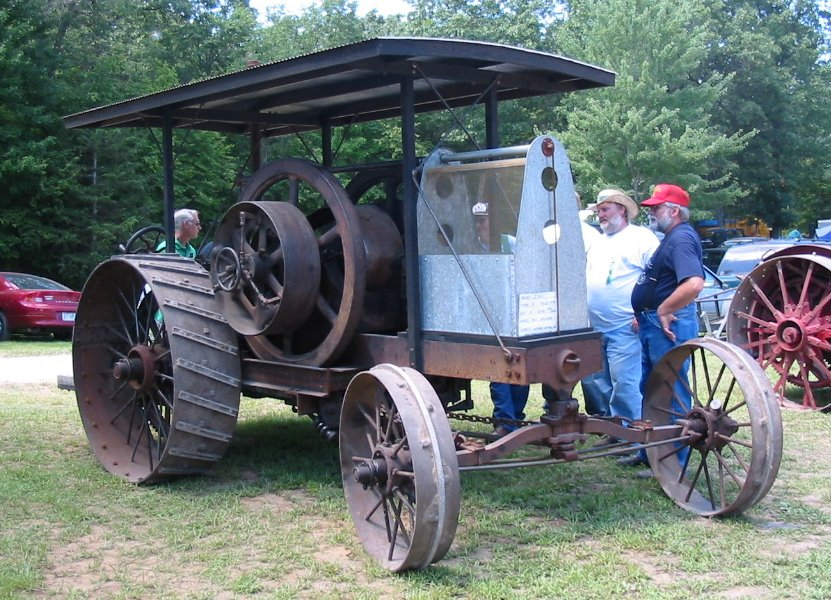
Traktor International Harvester „Mogul“ von 1920
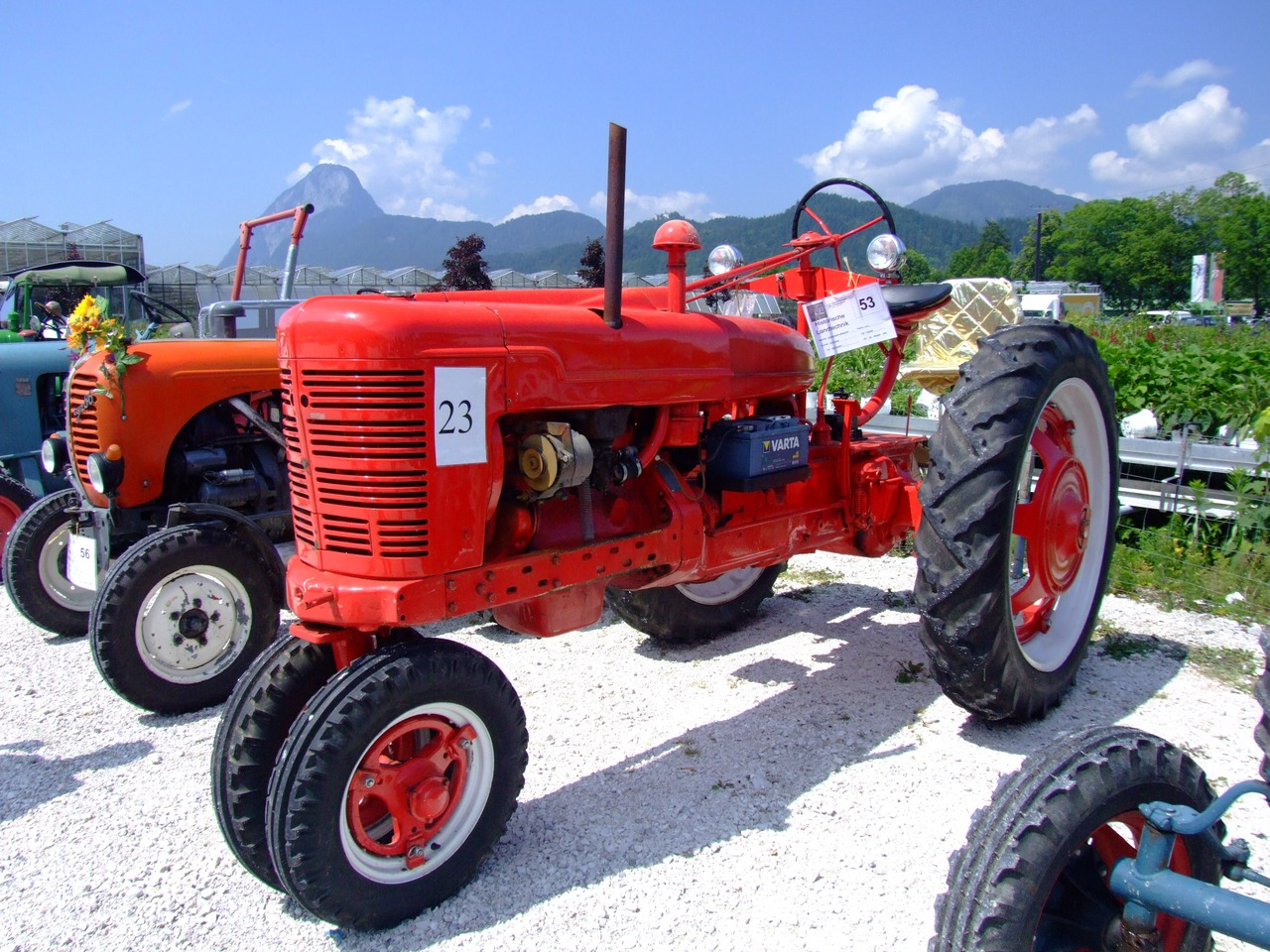
IHC Farmall Model H (1945)
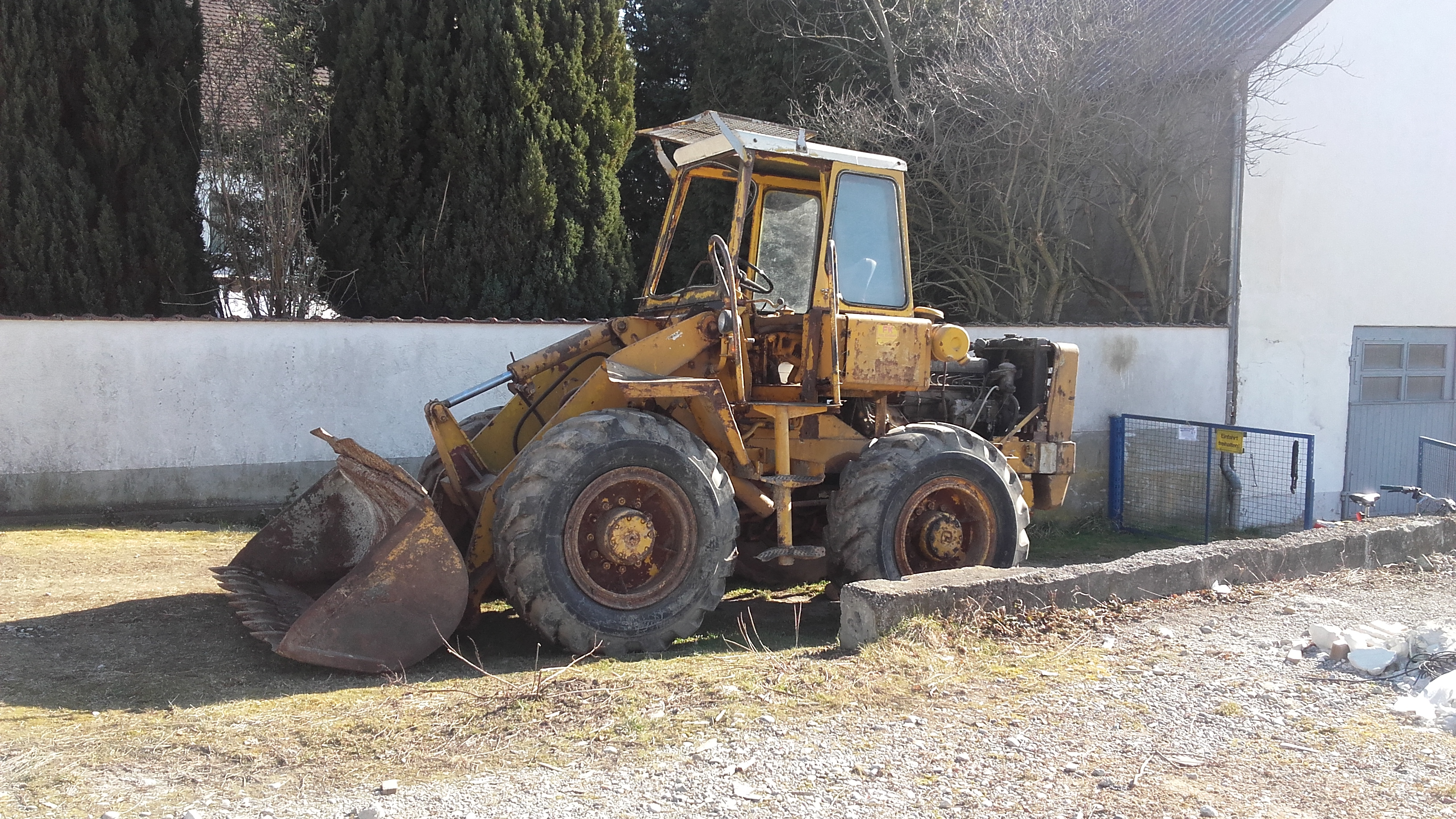
Radlader H-30 B, hergestellt zwischen 1965 und 1976
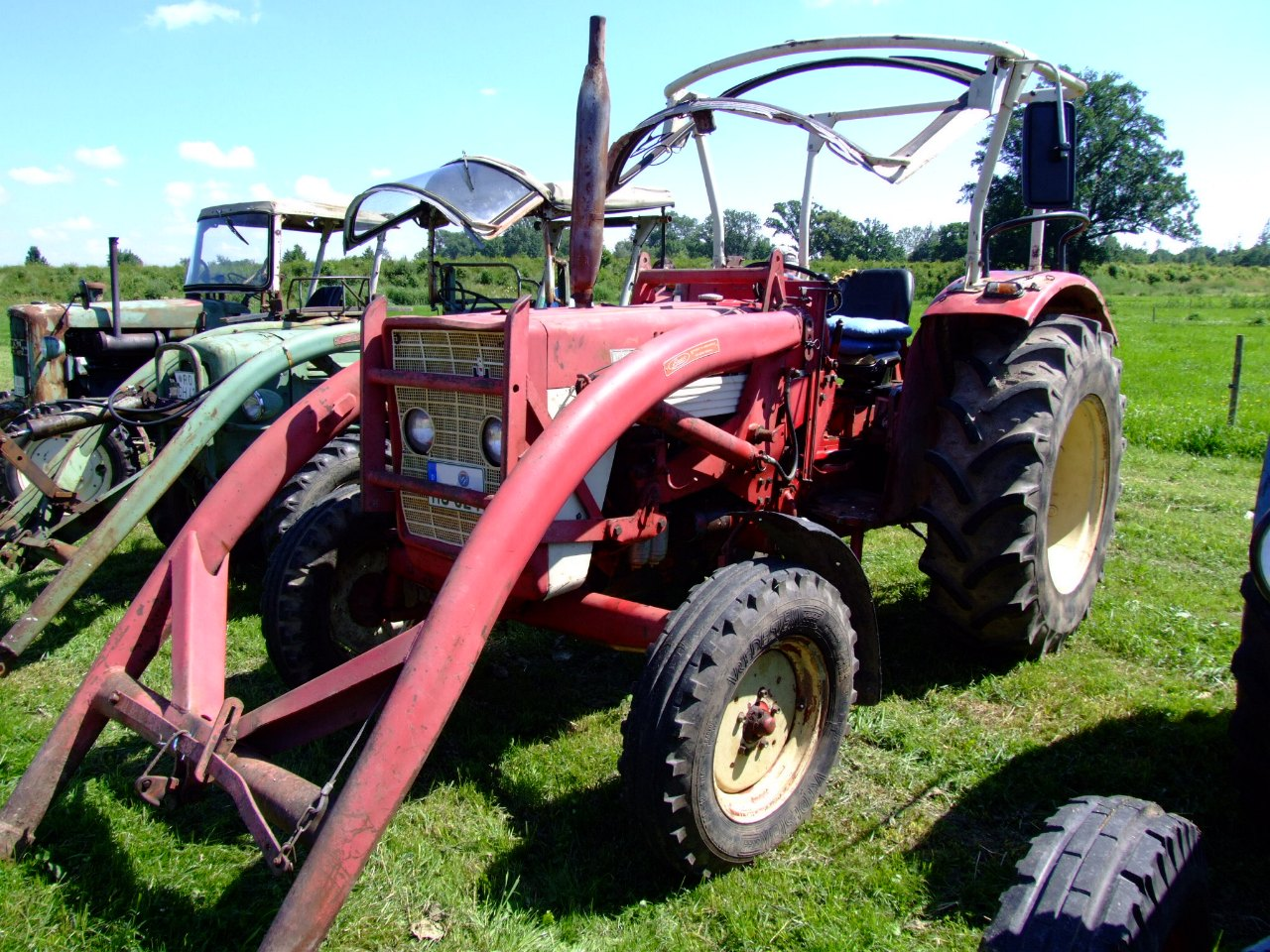
International Harvester 824, von 1972
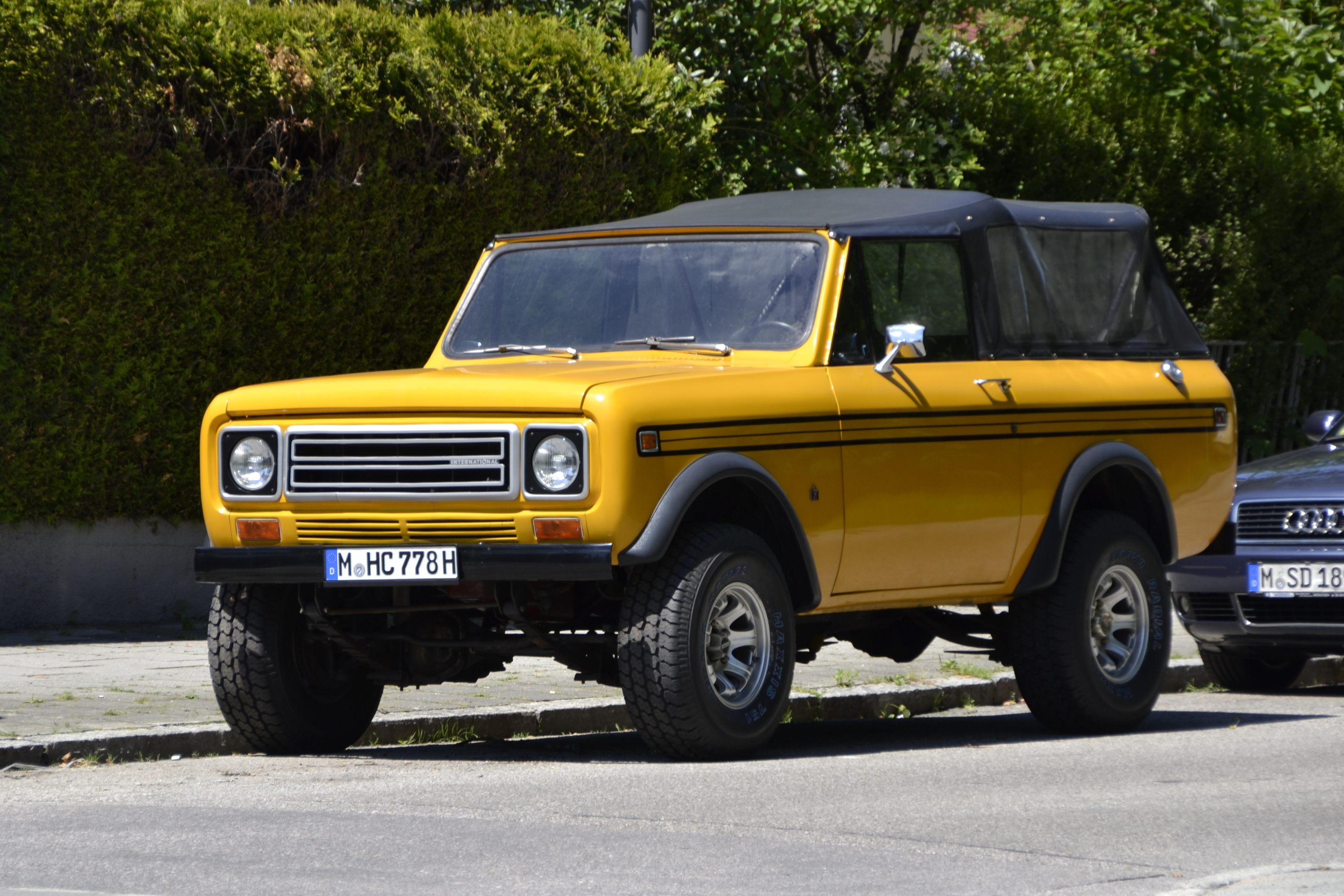
IH Scout II von 1979
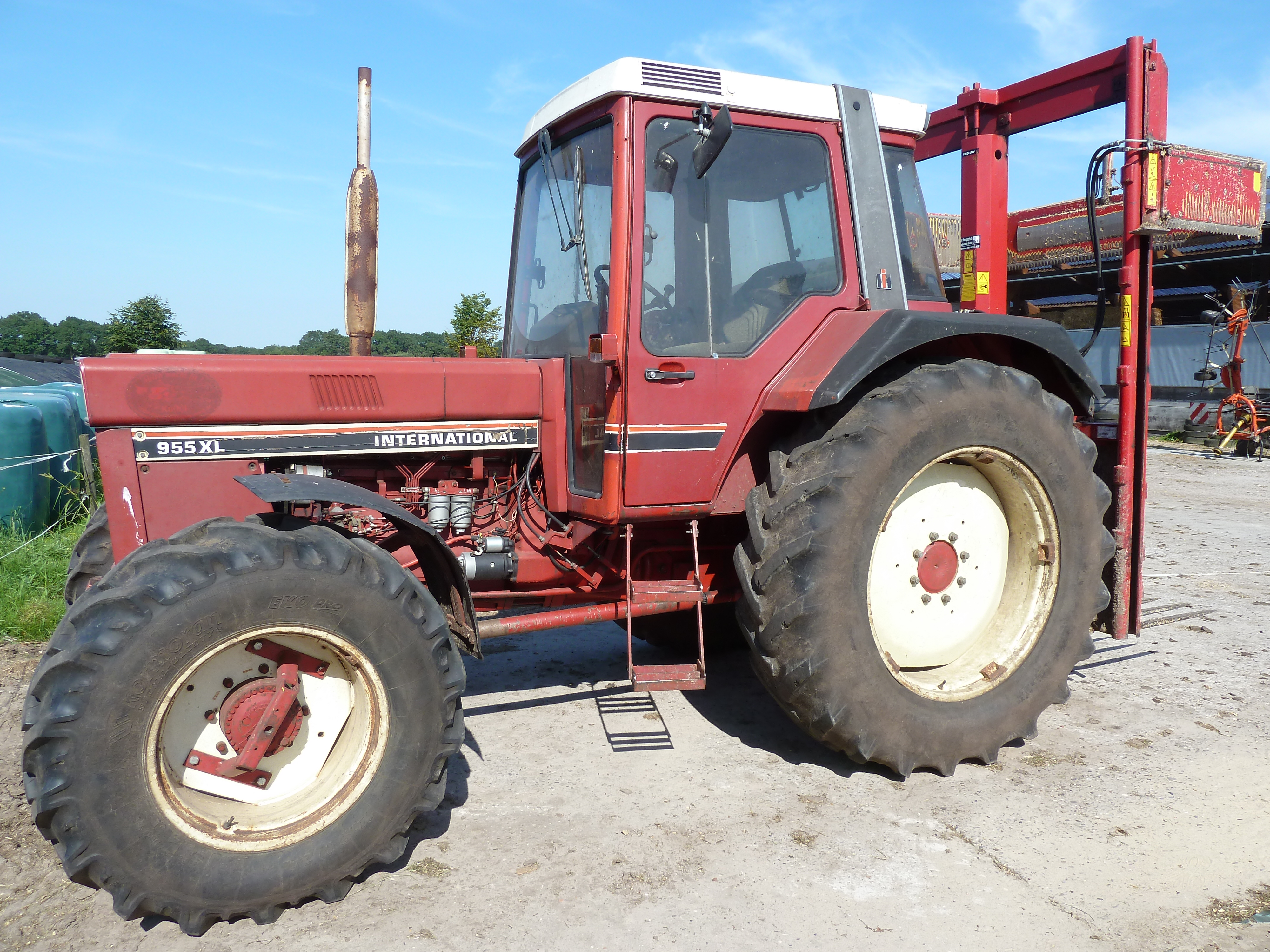
IHC 955 XL von 1981/1982
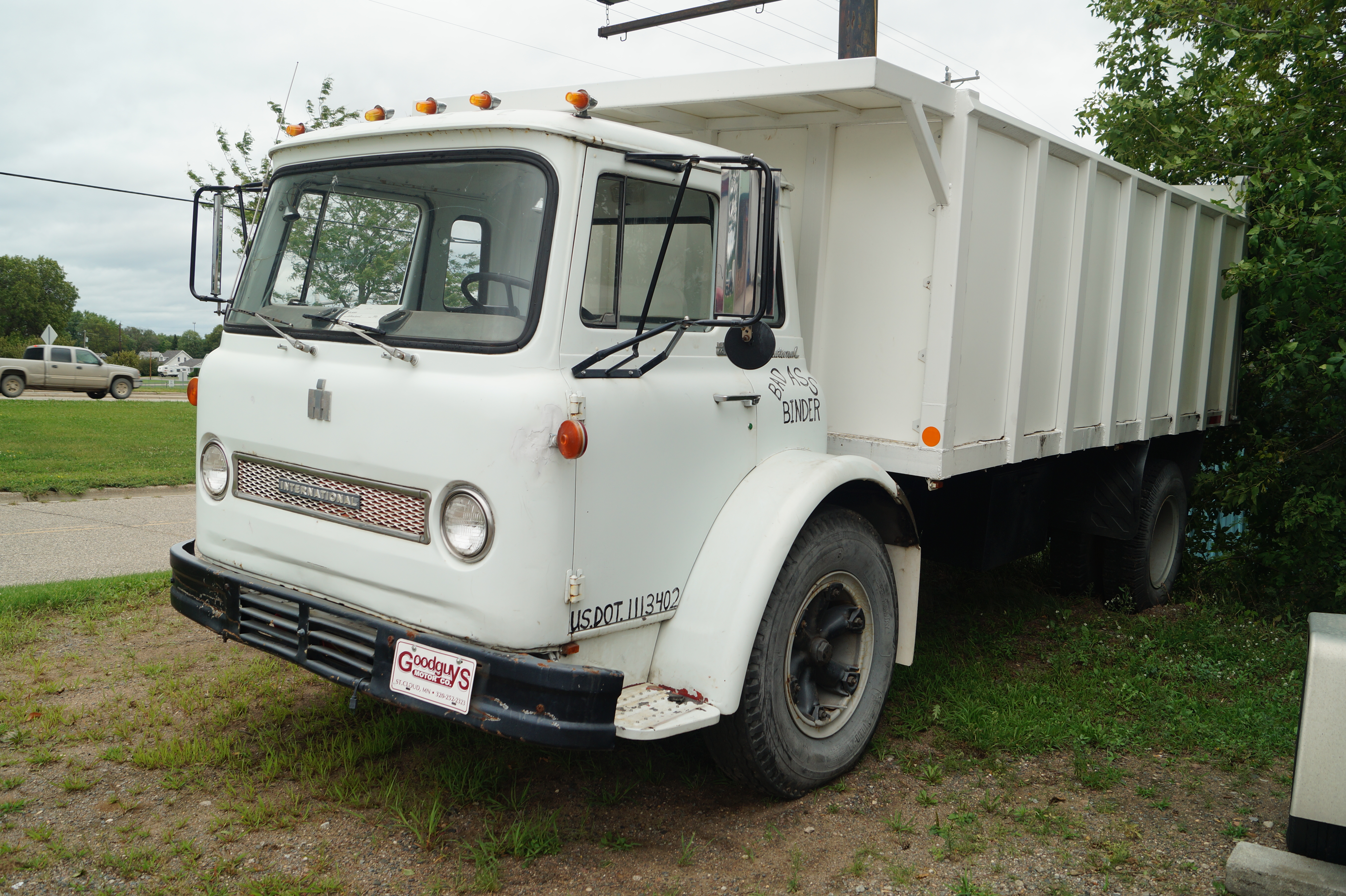
Der 6-Tonner-Lkw Loadstar CO 1700
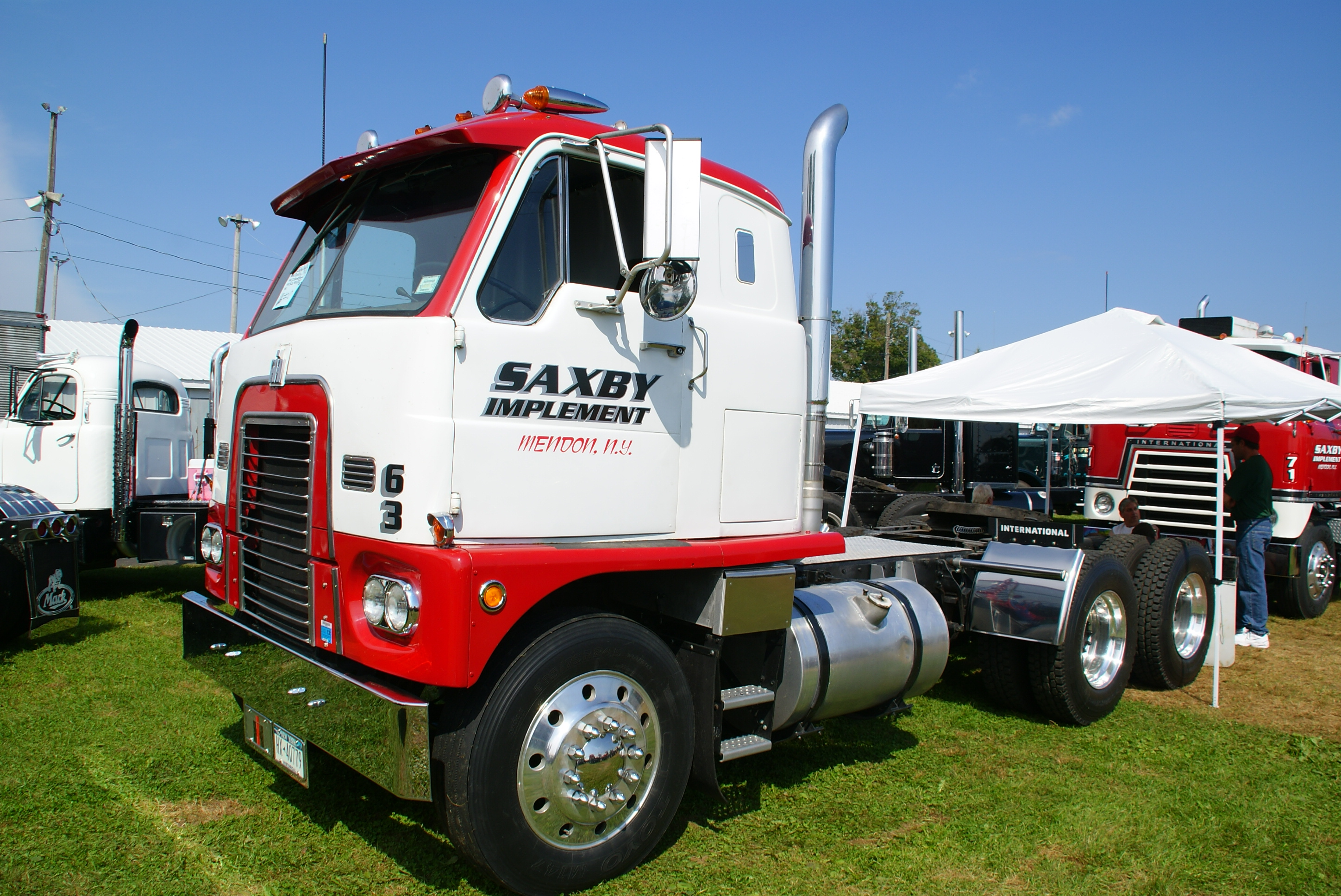
Schwerer Lkw von International Harvester
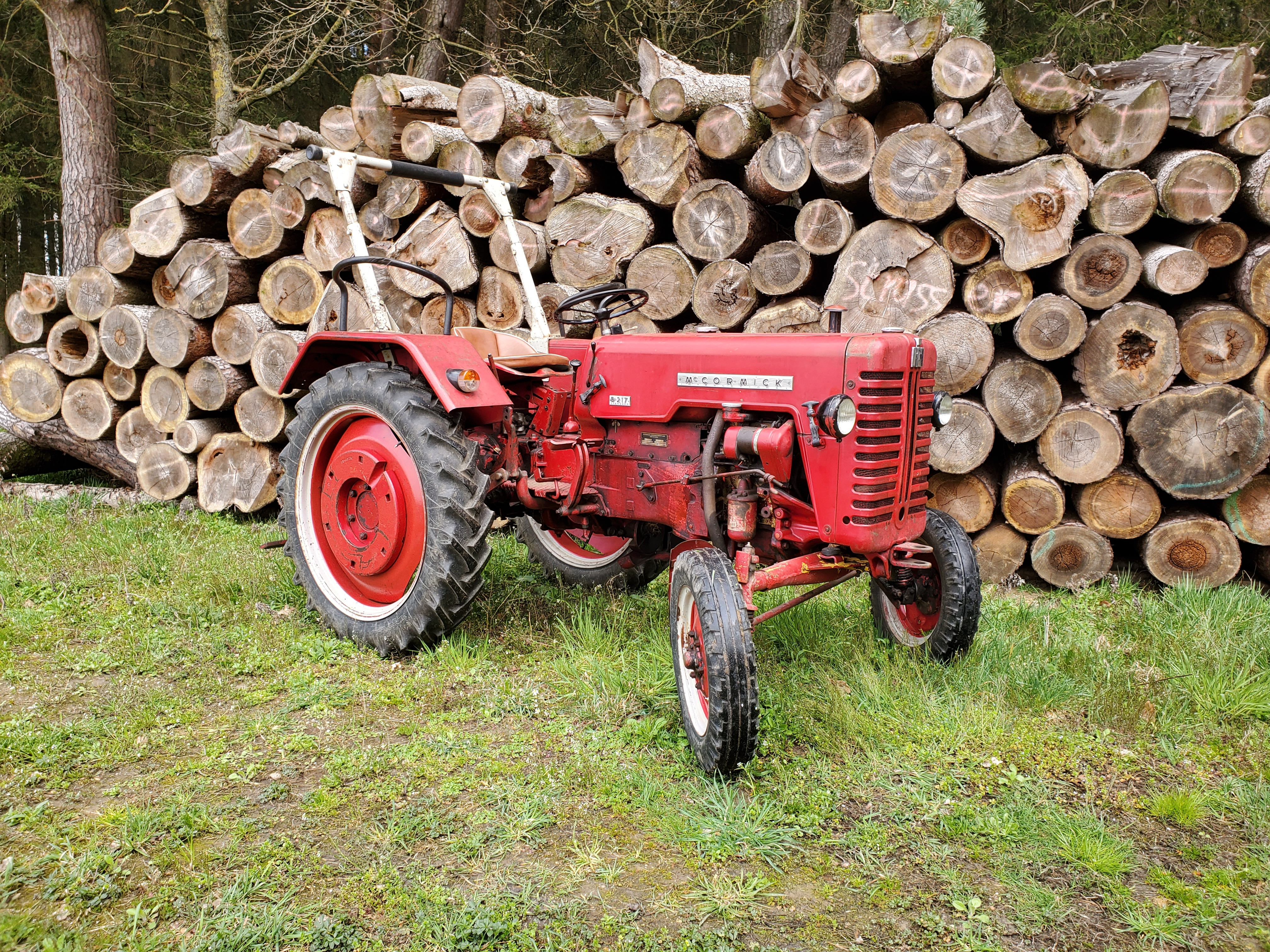
IHC D217 (1961)
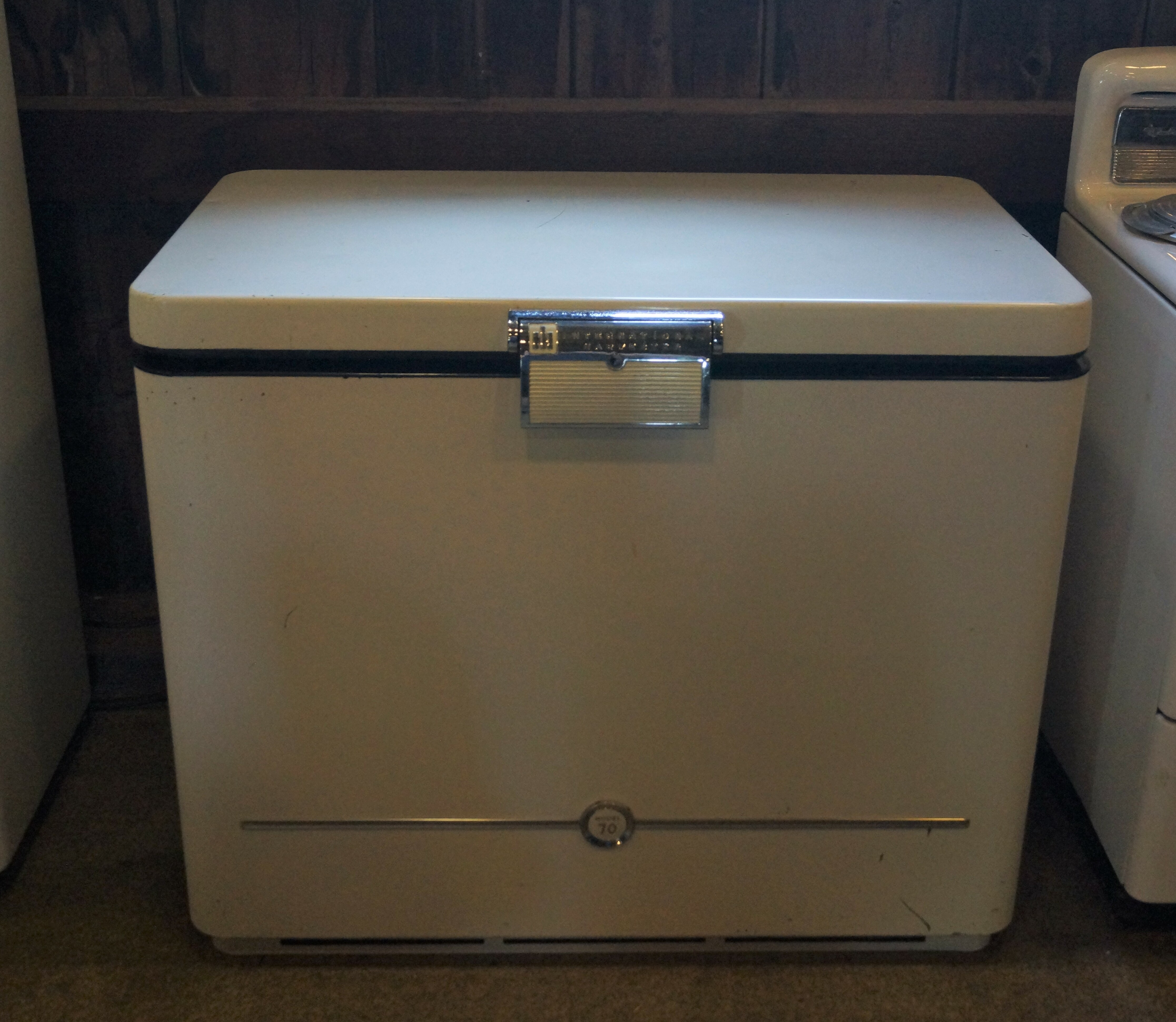
IH Kühltruhe